# Kraftur: The last ride
Kraftur: the last ride ist ein isländischer Dokumentarfilm aus dem Jahr 2009. In dem Film geht es um die Beziehung zwischen einem Mann und seinem Pferd.

## Handlung
Ein Kamerateam begleitet Þórarinn Eymundsson (Tóti) beim Training seines Hengsts Kraftur frá Bringu, der 2007 an der Weltmeisterschaft für Islandpferde teilnahm. Hier gewann das Paar die Silbermedaille im Tölt (T1), sowie den Weltmeistertitel im Fünfgang (Schritt, Trab, Galopp, Tölt, Pass).
Der Film zeigt die ersten Anfänge auf Island im Borgarfjördur, im Norden Islands, wo Tóti lebt. In dieser Dokumentation kommt vor allem die Landschaft Islands zur Geltung, in dem Þórarinn bei der Arbeit mit dem Pferd begleitet wird. Zum Beispiel reitet er im Sommer am Strand oder im Winter ein Turnier auf einem zugefrorenen See. Als Tóti sich für die Weltmeisterschaft der Islandpferde 2007 in Oirschot (Niederlande) qualifiziert, befindet er sich in einem Dilemma. Denn ein Pferd, das jemals Island verlässt, darf nie wieder zurückkehren. Tóti muss sich entscheiden, ob er sein außergewöhnliches Pferd einer breiten Öffentlichkeit zeigen soll, wenn der Preis dafür ist, sich für immer von seinem Pferd zu trennen. Schließlich zeigt der Film die erfolgreiche Teilnahme Tótis mit Kraftur bei der Weltmeisterschaft.

## Hintergrund
Der Film wurde von dem isländischen Unternehmen Skotta Film produziert. Die Premiere fand am 28. Juli 2009 im Gimli Theatre in Kanada statt. Der Film wurde unter anderem 2010 auf dem 12. Thessaloniki Documentary Festival gezeigt.
Eine DVD ist in isländischer Sprache erhältlich. Untertitel sind in Deutsch, Dänisch, Englisch und Isländisch verfügbar.